# Tour de France 2006 – 8. etapa
- 9. červenec
- Saint-Méen-le-Grand - Lorient
- 181 km

## Pořadí v etapě
| *  | Jezdec          | Tým                   | Čas         |
| -- | --------------- | --------------------- | ----------- |
| 1  | Sylvain Calzati | AG2R Prevoyance       | 4:13:18.000 |
| 2  | Kjell Carlström | Liquigas              | + 0:02:05   |
| 3  | Patrice Halgand | Crédit Agricole       | + 0:02:05   |
| 4  | Robbie McEwen   | Davitamon-Lotto       | + 0:02:15   |
| 5  | Daniele Bennati | Lampre-Fondital       | + 0:02:15   |
| 6  | Erik Zabel      | Team Milram           | + 0:02:15   |
| 7  | Bernhard Eisel  | Francaise Des Jeux    | + 0:02:15   |
| 8  | Luca Paolini    | Liquigas              | + 0:02:15   |
| 9  | Tom Boonen      | Quick Step-Innergetic | + 0:02:15   |
| 10 | David Kopp      | Gerolsteiner          | + 0:02:15   |

- Nejaktivnějším jezdcem vyhlášen - Sylvain Calzati

| Žlutý tr.               | Zelený tr         | Puntik tr             | Bílý tr                  |
| ----------------------- | ----------------- | --------------------- | ------------------------ |
| Serhij Hončar           | Robbie McEven 181 | Jérôme Pineau 28      | Marcus Fothen            |
| Floyd Landis á 1:00,0   | Tom Boonen 164    | David De La Fuente 17 | Thomas Lövkvist á 1:11,0 |
| Michael Rogers á 1:08,0 | Oscar Freire 146  | Fabian Wegmann 15     | Andrej Grivkoá 2:08,0    |